# Nils Strömbom
Nils Alfred Ragnar Strömbom, född 30 oktober 1898 i Varberg, död 22 november 1983 i Genève, var en svensk folklivsforskare.
Strömbom var son till tandläkaren Nils Strömbom och Ebba Bexell.  Gift 1935 med Gulli Warborn, dotter till industrimannen Birger Svensson, grundare av cykelfabriken Monark. Far till historikern Margareta Strömbom och släkting till konsthistorikern Sixten Strömbom. Hans mor blev änka redan 1901 och gifte 1904 om sig med Richard Sandberg, vars efternamn Strömbom då fick och använde fram till 1935. Sina tidigaste vetenskapliga arbeten publicerade han under namnet Nils Sandberg, innan han återtog sin fars släktnamn.
Han utbildade sig först till officer (officersexamen 1924, examen vid Krigshögskolan i Stockholm 1931) och blev kapten vid Hallands regemente. Senare tjänstgjorde han vid Försvarsstabens krigshistoriska avdelning, varifrån han avgick med pension 1948. Där ägnade han sig åt krigshistorisk forskning, bl.a. om Karl XII. Livet ut hade han sin förankring kvar i Varberg. Redan från början av 1930-talet samarbetade han med museimannen Albert Sandklef och var bl.a. engagerad i fyndet av Bockstensmannen - som han 1936 var med och grävde fram - och dess räddande åt eftervärlden och i frågan om Karl XII:s tillskrivna kulknapp. I Karolinska förbundets årsbok och i den historiska tidskriften Scandia publicerade han uppsatser om ryktesspridningen efter kungens död och löpgravskonstruktionerna vid Fredrikstens fästning. Han utgav 1940 tillsammans med Sandklef, Carl-Fredrik Palmstierna och Sam Clason en stor undersökning om Carl XII:s död; denna följdes av en häftig debatt och inte bara tidningspolemik, utan också ett vetenskapligt motinlägg publicerades i bokform. 
Vid sidan av den militära tjänstgöringen studerade Strömbom etnografi och etnologi (fil.kand. 1945) och forskade kring det sydsvenska folkliga bonadsmåleriet, där han blev en förgrundsgestalt bland forskarna. År 1955 blev han fil.lic. i Nordisk och jämförande folklivsforskning vid Stockholms högskola med en avhandling titulerad Det sydsvenska bonadsmåleriet - en inledning om den folkliga bonadskonstens ursprung och förutsättningar. Han ville karakterisera detta måleri i förhållande till det professionella hantverksmåleriet och det kyrkliga muralmåleriet. Hans efterlämnade anteckningar om bonadsmåleriet och bonadsmålarna omfattar ca 10 000 sidor (bevarade vid Folklivsarkivet i Lund). Hans noggranna undersökningar på fältet och i arkiv ledde till att många folkliga konstnärer kunde identifieras och ett stort antal bonader attribueras. Inspirerad av Sigurd Erixon, med vilken han gjorde forskningsresor i Europa, ville han klarlägga hela genren och dess historiska rötter. Den är att söka i samhällets aristokrati, medan den från mitten av 1700-talet till slutet av 1800-talet blommade ut bland bönder, hantverkare och soldater. Han publicerade runt ett femtiotal uppsatser om det sydsvenska bonadsmåleriet och angränsande discipliner. Som den främste kännaren av denna konstart blev han 1977 filosofie hedersdoktor vid Lunds universitet. 
Han var dotterson till den halländske godsägaren och riksdagsmannen Alfred Bexell och övertog 1963 den s.k. Bålastugan i Varberg - även benämnd Bexellska ryggåsstugan - byggd i Harplinge 1785. Genom Bexells inköp 1876 av detta orörda allmogehem föddes friluftsmuseitanken i Sverige, som kom att inspirerar Artur Hazelius att skapa Skansen i Stockholm. Strömbom bidrog till att Bålastugan underhölls och konserverades och bevarades för framtiden. År 2003 donerade han och hans maka, testamentariskt, kulturhuset till Stiftelsen Hallands länsmuseer; det är numera en del av Varbergs museum. 
Han var ledamot av Vetenskapssocieteten i Lund och Kungliga Gustaf Adolfs Akademien, där han utsågs till stödjande hedersledamot. Han var med och byggde upp museerna i Halmstad och Varberg, och var i över 30 år ledamot av styrelsen för museet i Varberg. Under några år var han även styrelseledamot i Monark Crescent AB och AB Värnamo Gummifabrik. På äldre dagar var Strömbom bosatt i Schweiz, där han avled.